# Григорис Ахтамарци
Григорис Ахтамарци (арм. Գրիգորիս Աղթամարցի) — армянский церковный и культурный деятель первой половины XVI века, католикос Ахтамарской епархии Армянской Апостольской церкви (1512—1544), один из крупнейших армянских поэтов Позднего Средневековья.

## Жизнь и творчество
Родился примерно в 1478 году, происходил из дворянского рода Арцруни. Обучение прошёл в монастыре св. Ншана в Арджеше, у вардапетов Григора Арчишеци и Овсепа Ахтамарци. С 1512 года — католикос Ахтамарской епархии, на престол взошёл не посредством выборов, а по наследственному праву — как представитель Арцрунидов. Писал историко-житийные поэмы, патриотические песни, многочисленные четверостишия (кафа), а также, несмотря на своё религиозное мировоззрение, стихи о весне, любви и мирских радостях, воспевал красоту природы, славил жизнь.  Сильная любовь Григориса к красоте природы, возможно, связана с живописными окрестностями Ахтамара. Большинство сочинений написаны между 1515 и 1524 годами. Судя по любовным стихам, Ахтамарци испытал в своей жизни сильное любовное чувство, однако был отвергнут. Его лирические стихи выделяются яркостью образов, сочностью языка и жизнерадостным мироощущением. В творчестве прослеживается сильное влияние персидской литературы, в свои стихотворения вставлял турецкие и персидские фразы, преимущественно эпитеты и метафоры, чтобы усилить восприятие создаваемого образа, часто использовал популярный в восточной поэзии мотив диалога соловья и розы. В некоторых лирических стихах («Цветы сказали: „Остановись“», «Цветут цветы в моем саду», «Песнь о розе и соловье», и т.д.) заключена аллегория. Среди них особым глубокомыслием выделяется «Песнь об одном епископе» — аллегорический таг об отношениях души и тела, об уходящей жизни и вечной жизни. «Песнь об одном епископе» был включён в церковно-обрядовый сборник «Маштоц» как духовная песня, однако позже была воспринята дословно и, в качестве любовной песни, обрела народный характер. Другие духовные таги Ахтамарци также со временем стали народными песнями, вследствие чего некоторые ранние исследователи ошибочно считали их не авторскими произведениями, а результатами народного творчества. Вероятно владел и арабским языком. Отредактировал и дополнил кафами «Истории Медного Города» и «Историю Александра Великого». Свои рукописи нередко раскрашивал миниатюрами. Умер в середине XVI века, последнее достоверное упоминание относится к 1544 году.
известные стихотворения
- «Песнь об одном епископе» (арм. «Տաղ վասն եպիսկոպոսի միոյ»), также «Каждое утро и свет», (арм. «Ամէն առաւօտ եւ լոյս»)
- «Песнь о розе и соловье» (арм. «Տաղ վասն վարդի և պիւլպիւլի»), также «Когда исчезла роза», (арм. «Յետ գնալոյ վարդին»)
- «Весна пришла, сады в убранстве роз» (арм. «Գարունն է բացվեր, վարդն ի պաղչանին»)
- «Песня любви» (арм. «Տաղ սիրոյ»)
- «Ты — рай для меня» (арм. «Դու դրախտ Եդեմայ»)
- «Борьба духа и плоти» (арм. «Մարմինս զհոգիս զրկէ»)
- «Восхваляю тебя — ангела телом» (арм. «Գովեմ զքեզ մարմնով հրեշտակ»)
- «Луна, полная красой солнечного сияния» (арм. «Արեգակնափայլ գեղով լի լուսին»)
- «Цветы сказали: „Остановись“» (арм. «Ծաղկունքն ասեն՝ հերիք արա»)
- «Посвящение весне» (арм. «Տաղ գարնան»)
- «Тысячу раз горе тому, кто запачкан грехом» (арм. «Եղուկ հազար մի վայ. որ մեղոք աղտեղացայ»)
- «Цветут цветы в моем саду» (арм. «Ահա այգիք մեր ծաղկեցան»)

церковные гимны
Написаны на библейские мотивы, посвящены распятию и воскресению Христа и Богородице.
- «Солнце справедливости» (арм. «Արեգակն արդարութեան»)
- «Нерукотворный храм» (арм. «Անեղին տաճար»)
- «Заперев царя» (арм. «Արքային փակեալ»)
- «Создав ковчег» (арм. «Տապանակ կազմեալ»)

агиографические поэмы
- «Житие Мариноса» — написана в 1516 году. В основу положен соответствующий житийный текст из «Айсмавурка» Исраэла Хаченци (XIII век). Состоит из 70 строф, 56 из которых повторяют содержание житийного текста[21].
- «Мученичество Аствацатура Хтаеци» — написана в 1519 году, вскоре после смерти Хтаеци, и отличается исторической точностью[19].
- «Житие Овсепа Ахтамарци» — написана в 1544 году, вскоре после смерти вардапета Овсепа[22]

кафы
- отредактировал «Историю Александра Великого» (сочинение псевдо-Каллисфена, переведённое с греч.  на арм.  в V веке) и обогатил его около 170 кафами. Сохранились две авторские рукописи 1526[23] и 1536[24] гг., раскрашенные миниатюрами самим Григорисом[10].
- отредактировал «Историю Медного Города» (отрывок из «Тысячи и одной ночи», переведенный на арм.  в X веке) и дополнил несколькими кафами

#### Издания трудов и биографических исследований
- Карапет Костанянц. Григорис Ахтамарци и его стихи = Գրիգորիս Աղթամարցին եւ իւր տաղերը. — Тифлис: изд.-во М. Шарадзе, 1898. — 127 с.
- Маис Авдалбекян. Григорис Ахтамарци. Исследование, критические тексты и примечания = Գրիգորիս Աղթամարցի. Ուսումնասիրություն, քննական բնագրեր և ծանոթագրություններ. — Ереван: изд. АН АрмССР, 1963. — 360 с.
- Григорис Ахтамарци. Стихотворения = Տաղեր / Авт. предисл. М. Авдалбекян. — Ереван: Советакан Грох, 1984. — 118 с.

переводы В. Брюсова некоторых стихов Григориса на русский язык можно найти в
- Армянская средневековая лирика. — 2-е. — Л.: Советский писатель, 1972. — С. 271—283. — 392 с. Архивировано 25 декабря 2013 года.
- Антология армянской поэзии с древнейших времен до наших дней. — М.: гос. изд-во худож. лит-ры, 1940. — С. 272—282. — 718 с.
- Поэзия Армении с древнейших времен до наших дней. — М.: изд-во Московского Армянского Комитета, 1916. — 524 с.